# Niżnij Karaczan
Niżnij Karaczan (ros. Нижний Карачан) – wieś (sieło) w Rosji, w obwodzie woroneskim, w rejonie gribanowskim. W 2010 liczyła 1908 mieszkańców.